# Majka asfalta (2010.)
Majka asfalta hrvatski je dramski film iz 2010. godine redatelja Dalibora Matanića nastao prema scenariju Dalibora Matanića i Tomislava Zajeca. S prikazivanjem u kinima počeo je 21. srpnja 2010. godine, nakon premijere na Pulskom filmskom festivalu, na kojem je osvojio nagradu za najbolju glavnu žensku ulogu. Nagrade je osvojio i na filmskom festivalu u Biarritzu, a sudjelovao je i na onima u Goi, Solunu, Busanu i Kolkati. 

## Radnja
Mare je mlada žena zatvorena u bezizlaznom braku koja jedne prosinačke večeri odlučuje napustiti svojeg nasilnog supruga Janka te sa sinom Brunom novogodišnje praznike proslaviti na snijegom pokrivenim zagrebačkim ulicama. Ondje sreće usamljenog zaštitara Milana, kojemu je u životu jedini cilj pronaći nekakvu poveznicu s drugim ljudskim bićem. 

## Glumačka postava
- Marija Škaričić – Mare
- Janko Popović Volarić – Janko
- Krešimir Mikić – Milan
- Noa Nikolić – Bruno
- Ozren Grabarić – Ozren
- Judita Franković – Iva
- Lana Barić – Višnja
- Franjo Dijak – Alen
- Nikša Butijer – vozač kamiona
- Biserka Ipša – žena s parkinga
- Ksenija Papić – žena u trgovačkom centru
- Petra Majora – Sanja